# Ambassade de Guinée en Espagne
L'ambassade de Guinée en Espagne est la mission diplomatique officielle de la république de Guinée en République d'Espagne, située à Madrid.

## Galeries

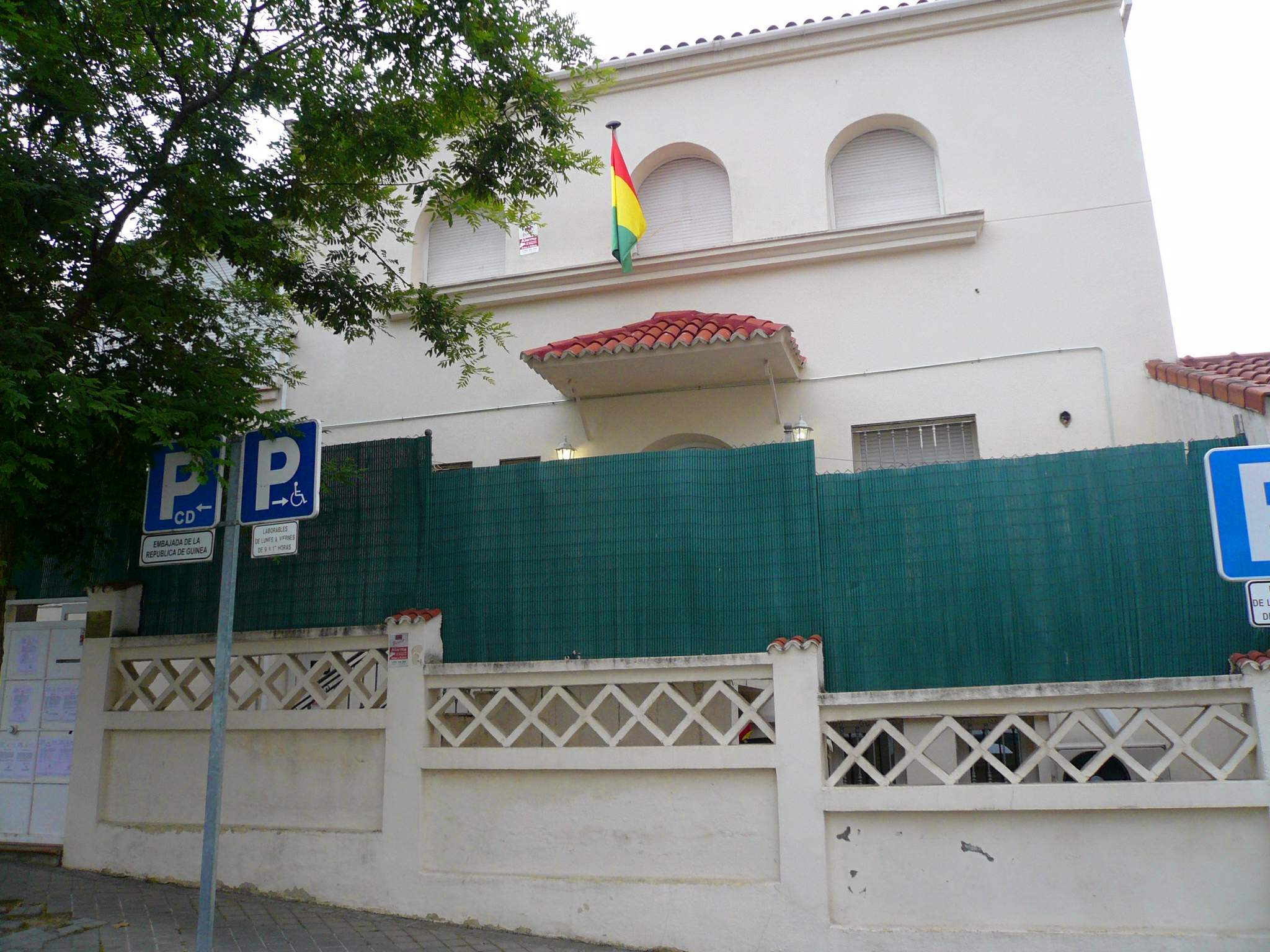
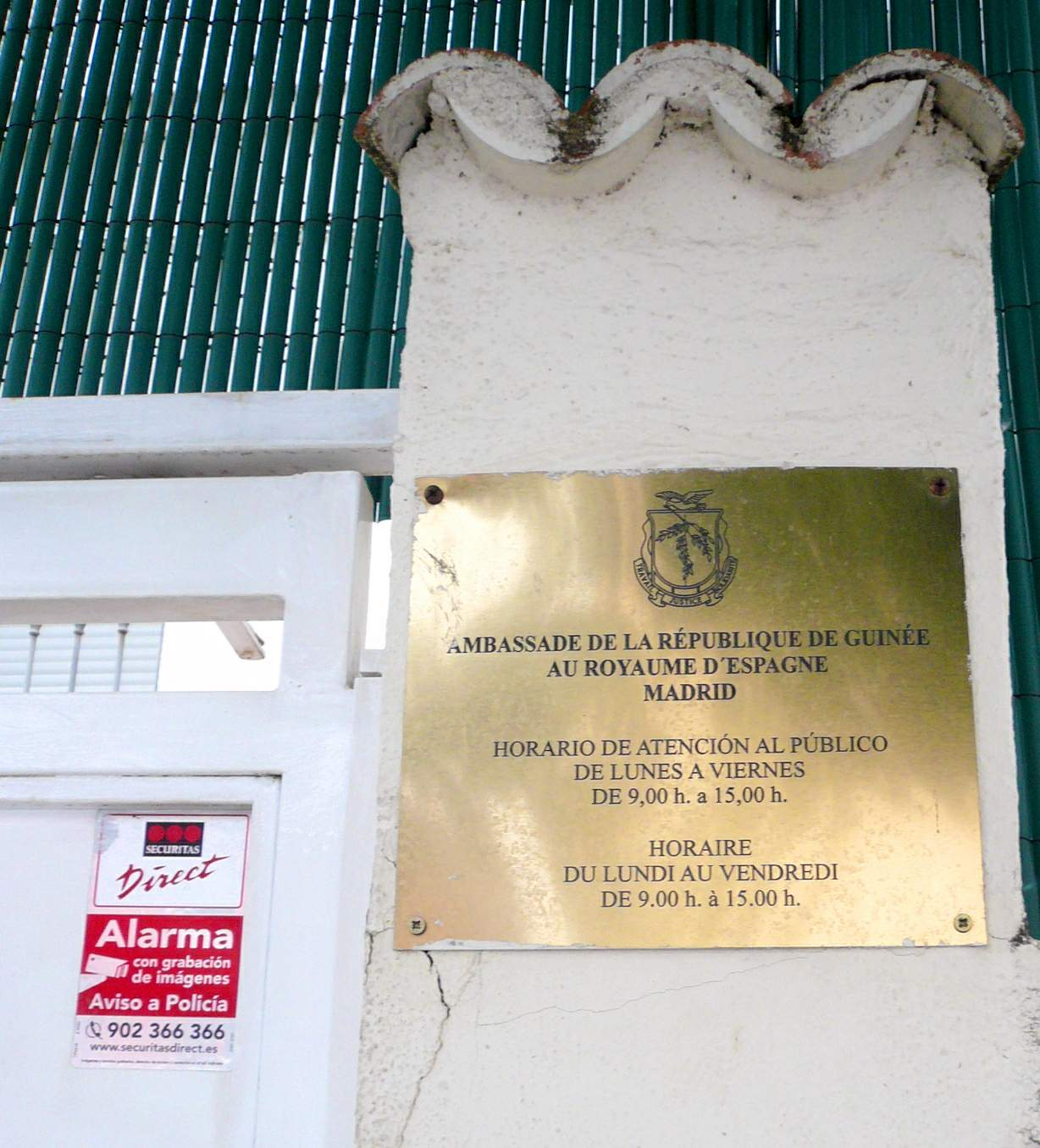
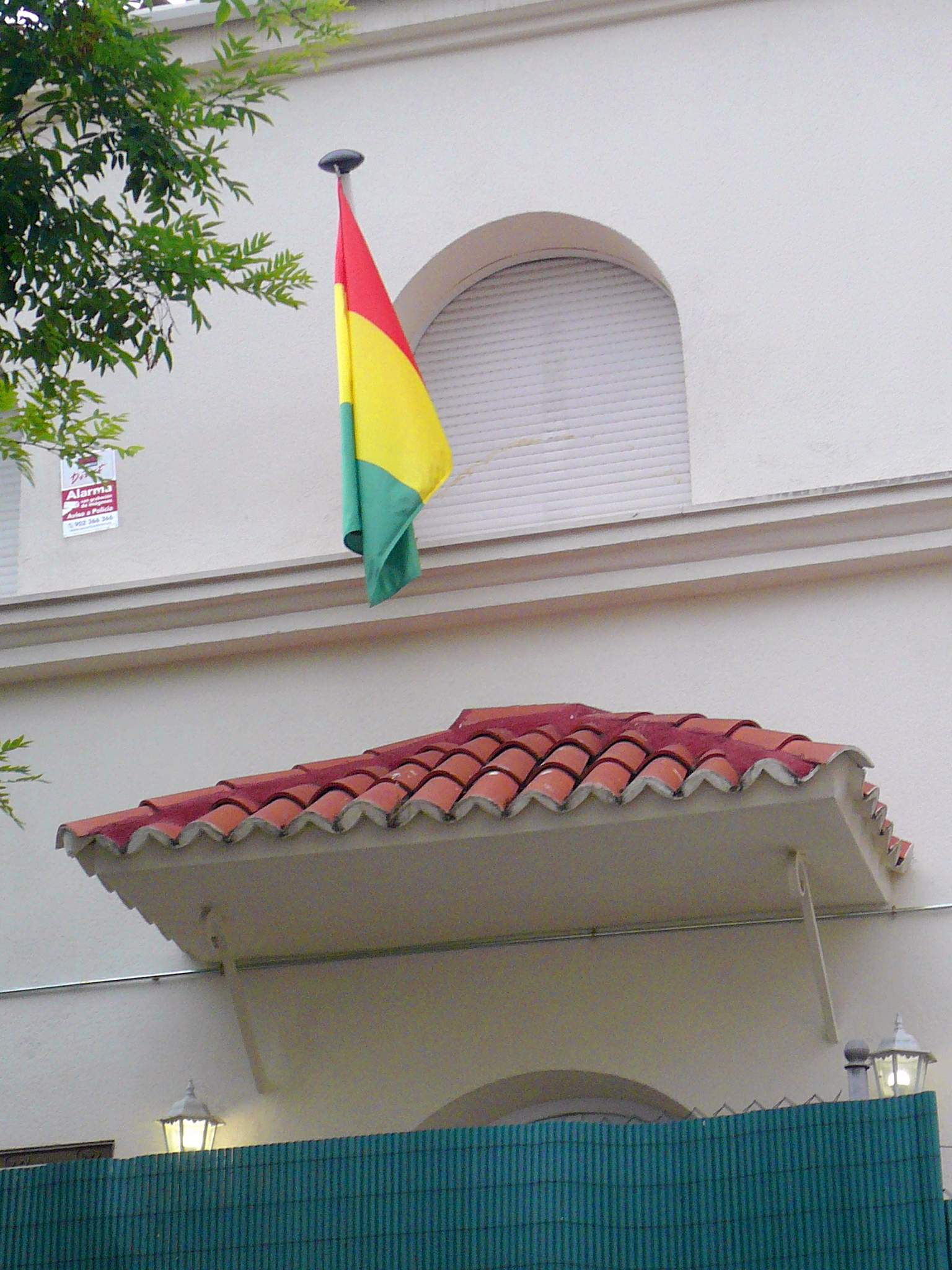

## Liste des ambassadeurs
| N° | Nom et prénoms         | titre de fonction   | Début            | Fin            |
| -- | ---------------------- | ------------------- | ---------------- | -------------- |
| 01 | Thierno Ousmane Diallo | Ambassadeur         |                  | 4 février 2022 |
| 02 | Mamadou Baldé          | Chargé des affaires | 9 février 2022   | En cours       |
| 03 | Framoi Mara            | ambassadeur         | 25 novembre 2023 | En cours       |